# Patrick Kabeya
Patrick Kabeya-Mbaya (Kinsasa, República Democrática del Congo, 21 de julio de 1983), futbolista congoleño, naturalizado belga. Juega de delantero y su actual equipo es el Racing de Malinas de Bélgica.

## Clubes
| Club                       | País    | Año       |
| -------------------------- | ------- | --------- |
| KSK Ronse                  | Bélgica | 2002-2004 |
| KRC Waregem                | Bélgica | 2004-2006 |
| Royal Boussu Dour Borinage | Bélgica | 2006-2007 |
| RC Épernay Champagne       | Francia | 2007-2008 |
| KMSK Deinze                | Bélgica | 2008-2010 |
| KRC Mechelen               | Bélgica | 2010-     |